# Datazione relativa
La datazione relativa è la disciplina che permette di determinare l'ordine relativo di svolgimento di alcuni eventi avvenuti nel passato, senza necessariamente determinare la loro età assoluta, compito riservato alla datazione assoluta.
In geologia, le rocce, i depositi superficiali, i fossili e la litologia, possono essere utilizzati per correlare tra loro gli strati di colonne stratigrafiche diverse. Prima della scoperta della datazione radiometrica avvenuta agli inizi del XX secolo e che permette una datazione assoluta, gli archeologi e i geologi usavano la datazione relativa per determinare l'età dei reperti.
Anche se la datazione relativa può determinare solamente un ordine sequenziale, cioè in quale ordine si sono svolti gli eventi, ma non quando, essa rimane comunque una tecnica utile.
La datazione relativa per mezzo della biostratigrafia è il metodo preferito in paleontologia in quanto fornisce informazioni più accurate. La legge della sovrapposizione degli strati, in base alla quale gli strati più antichi si trovano a profondità maggiori di quelli più recenti, condensava lo spirito delle osservazioni sulla datazione relativa condotte in geologia dal secolo XVII fino agli inizi del XX secolo.

## In biostratigrafia
In biostratigrafia la datazione relativa generalmente si riferisce alla datazione delle rocce tramite i fossili guida. Per effettuare una datazione relativa sono quindi implicati vari argomenti: stratigrafia e biostratigrafia, piani geologici e zone: i piani sono le unità fondamentali della cronostratigrafia, le zone sono le unità fondamentali della biostratigrafia.
La datazione relativa deve la sua utilità al dettaglio biostratigrafico, che si ha in alcune località, dove le successioni a strati rispettano il principio della sovrapposizione geologica scoperto da Stenone nella seconda metà del '600, consentendo di indagare il tempo fluito e le varie vicende ambientali che si sono susseguite.
La bontà di tale metodo emerge chiaramente nelle successioni rocciose vulcano-clastiche nordamericane (Giurassico inferiore), dove la datazione relativa si affianca a quella radiometrica, consentendo un controllo incrociato.

### Area umbro-marchigiana
Tali unità bio possono avere valore locale, oppure valore internazionale (Brouwer 1972, Paul 1982). Si può prendere come esempio la successione stratigrafica dell'area umbro-marchigiana (Giurassico inferiore-medio), costituita da rocce sedimentarie calcaree di origine marina, risalenti a 186-174 milioni di anni fa. Le località studiate in questo senso sono nel cuore dell'Appennino centrale, cioè, Valdorbia e vallata del fiume Burano. Qui affiora una successione di rocce stratificate ben conservate, poco interessate dalla tettonica e contenenti una grande quantità di ammoniti (cefalopodi fossili molto ben conosciuti come modelli conchigliari pietrosi), universalmente noti come i migliori fossili guida del Giurassico. Tali ammoniti hanno permesso una dettagliata suddivisione in zone e sottozone dei piani Pliensbachiano e Toarciano; ognuna è costituita da associazioni fossili, rappresentata da un ammonite, indicatore biostratigrafico classificato con sufficiente affidabilità. I fossili sono distribuiti, per uno spessore da circa 8 m a 30 m, buona parte in un centinaio di livelli all'interno del famoso "Rosso Ammonitico" di età Toarciano. Il piano che ha permesso nell'area geografica lo studio evolutivo degli ammoniti Hildoceratidae, che sono i migliori fossili guida dell'intervallo considerato in Appennino.